# Żuki (gmina Terespol)
Żuki – wieś w Polsce, położona w województwie lubelskim, w powiecie bialskim, w gminie Terespol.
W latach 1975–1998 miejscowość należała administracyjnie do województwa bialskopodlaskiego.
Wieś wchodzi w skład sołectwa Murawiec. Według Narodowego Spisu Powszechnego z roku 2011 wieś liczyła  mieszkańców i była dwudziestą szóstą miejscowością w gminie.
Wierni Kościoła rzymskokatolickiego należą do parafii Świętej Trójcy w Terespolu.